# Philo Remington

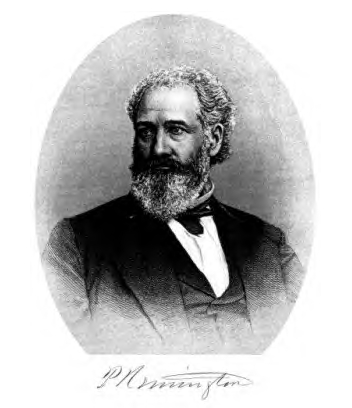
Philo Remington

Philo Remington (ur. 31 października 1816 w Litchfield, zm. 4 kwietnia 1889) – amerykański przemysłowiec wynalazca, konstruktor broni i biznesmen. Najstarszy syn Eliphaleta Remingtona – twórcy przedsiębiorstwa produkującego pistolety. 
W 1839 dołączył do przedsiębiorstwa ojca, która nosiła firmę E. Remington & Son. W 1845 do rodzinnego biznesu dołączył młodszy brat Samuel, a firmę przedsiębiorstwa po raz kolejny zmieniono na E. Remington & Sons. Przez 25 lat był menadżerem oddziału mechanicznego w przedsiębiorstwie (rozwinął produkcję pistoletów), dopóki nie zdobył kontraktu na produkcję maszyn do pisania i szycia. Wynalazca karabinu odtylcowego (w 1870) oraz autor usprawnień w maszynie do pisania Sholes and Glidden, które opatentował 1 marca 1873.